# Andromeda XIX
Andromeda XIX (And XIX) è una galassia nana situata nella costellazione di Andromeda alla distanza di circa 3 milioni di anni luce dalla Terra.
È una galassia satellite della Galassia di Andromeda (M31), da cui dista 187 kpc (circa 610.000 anni luce), e quindi fa parte del Gruppo Locale. È stata scoperta nel 2008 mediante l'utilizzo del Canada-France-Hawaii Telescope con osservazioni di aloni stellari della Galassia di Andromeda, evidenziando diverse galassie satelliti tra cui anche Andromeda XI, Andromeda XII, Andromeda XIII, Andromeda XV, Andromeda XVI, Andromeda XVIII e Andromeda XX.
È la galassia nana più grande del Gruppo Locale con un raggio effettivo di 1,7 kpc (circa 5.500 anni luce), in quanto mediamente si riscontrano valori di 150 parsec e nessun'altra supera i 550 parsec.